# Fauth (cràter)
Fauth és un petit cràter d'impacte de la Lluna, que forma part d'un cràter doble. Es troba a la Mare Insularum, al nord-est del cràter Reinhold, i al sud del prominent cràter Copernicus, dins del seu sistema de marques radials.

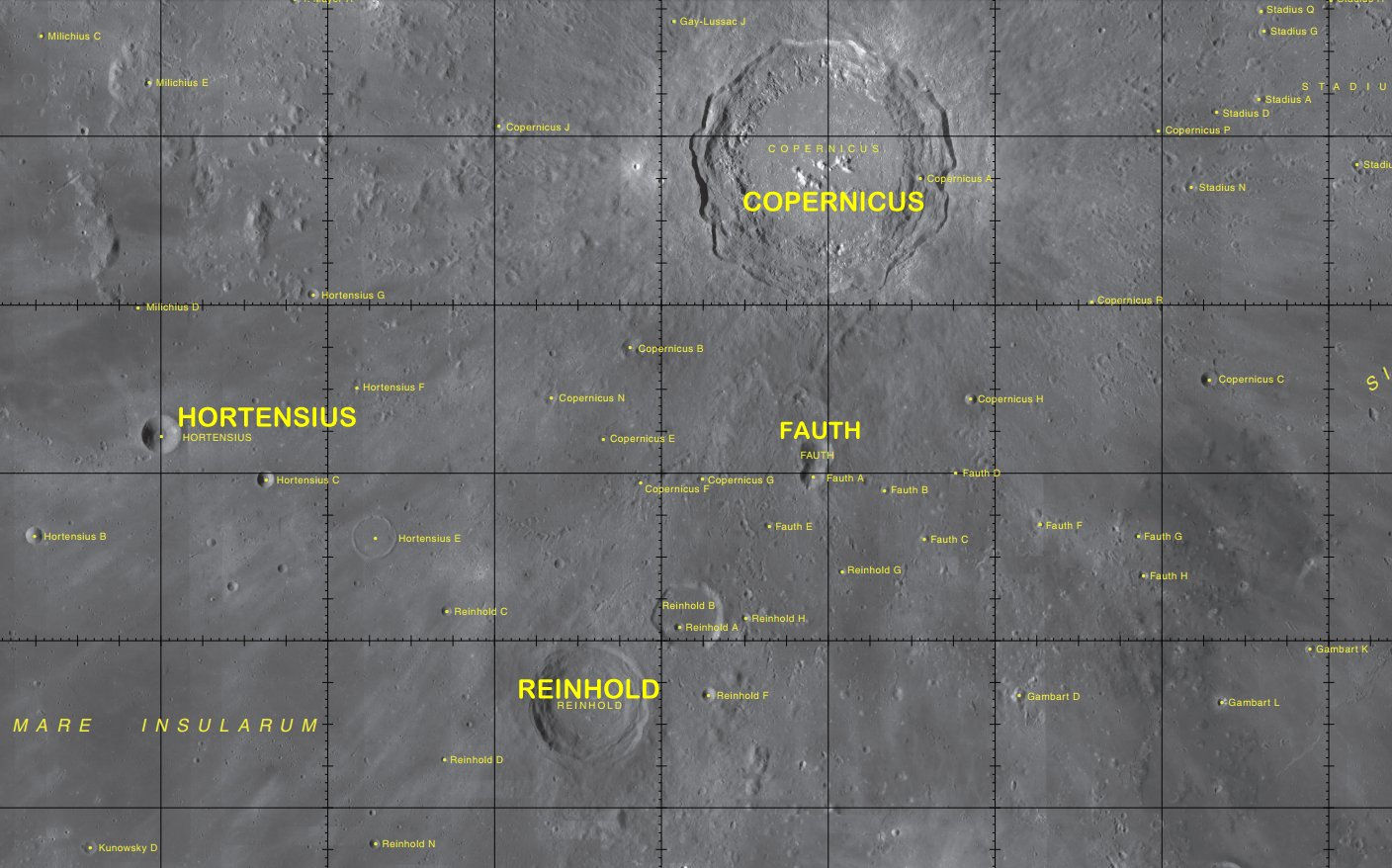
Localització de Fauth (centre dreta de la imatge)
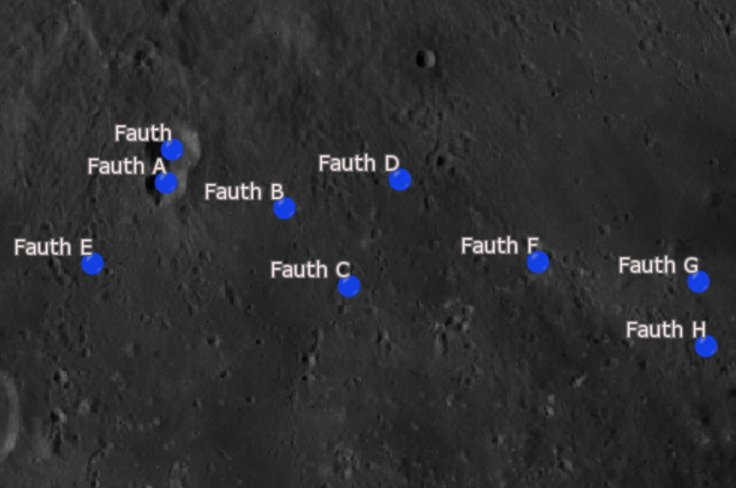
Cràters satèl·lit

Aquesta formació està composta pels cràters fusionats Fauth i el lleugerament més petit Fauth A, que amb un radi de 9,6 km mostra una sèrie d'incisions al costat sud. Fauth és molt probablement un cràter secundari que va ser creat per la formació de Copernicus.

## Cràters satèl·lit
Per convenció aquests elements són identificats en els mapes lunars posant la lletra en el costat del punt central del cràter que està més proper a Fauth.
| Fauth | Coordenades                        | Diàmetre |
| ----- | ---------------------------------- | -------- |
| A     | 6° 00′ N, 20° 06′ O / 6.0°N,20.1°O | 10 km    |
| B     | 5° 48′ N, 19° 18′ O / 5.8°N,19.3°O | 3 km     |
| C     | 5° 12′ N, 18° 48′ O / 5.2°N,18.8°O | 4 km     |
| D     | 6° 00′ N, 18° 24′ O / 6.0°N,18.4°O | 5 km     |
| E     | 5° 24′ N, 20° 42′ O / 5.4°N,20.7°O | 4 km     |
| F     | 5° 30′ N, 17° 24′ O / 5.5°N,17.4°O | 4 km     |
| G     | 5° 18′ N, 16° 12′ O / 5.3°N,16.2°O | 3 km     |
| H     | 4° 48′ N, 16° 12′ O / 4.8°N,16.2°O | 4 km     |